# Berlintief
Das Berlintief ist ein Meerestief im östlichen Teil des Indischen Ozeans und mit 6840 m Meerestiefe die tiefste Stelle des Nordaustralischen Beckens.
Das Berlintief befindet sich im Zentrum des zuvor genannten Tiefseebeckens etwa 600 km südlich der indonesischen Insel Java bei etwa 14° südlicher Breite und 114° östlicher Länge. Von diesem Meerestief sind es knapp 1000 km bis zum Dampierland, einer Halbinsel an der Nordwestküste Australiens.